# Дофін

Герб дофінів

До́фін (фр. Dauphin) — титул спадкоємця французького престолу.
Титул відомий у Франції з Раннього середньовіччя. Спочатку титулом володіли графи В'єннські. На гербі одного із графів В'єннських був зображений дельфін (фр. Dauphin), тому він отримав прізвисько «дофін», яке  стало титулом графів В'єннських. В XIV столітті дофіни В'єннські продали титул разом з територією Дофіне французькій короні.
Першим дофіном Франції (спадкоємцем французької корони) став майбутній король Франції — Карл V Мудрий. Титул зберігався до 1792 року, коли був скасований разом з монархією.
Титул був відновлений в 1814 році при Реставрації Бурбонів, відповідно дофінами Франції були: граф Шарль-Філіпп Д’Артуа, майбутній король Франції Карл X і його син Луї-Антуан, герцог Ангулемський, який носив титул до 1830 року. Після липневої Революції 1830 року, титул був остаточно скасований.
Титул дружини спадкоємця — дофіна (фр. Dauphine).

## Аналогічні титули в інших країнах
Кронпринц (кронпринцеса) у німецькомовних монархіях (напр. Німецька, Австрійська  імперії).
- Принц (принцеса) в Іспанії та Португалії.
- Принц Уельський (принцеса Уельська) у Великій Британії.
- Королевич у Королівстві Русі, Угорському королівстві
- Царевич (царівна) у Російській імперії.